# Triodontella aberrans
Triodontella aberrans är en skalbaggsart som beskrevs av Gerstaecker 1867. Triodontella aberrans ingår i släktet Triodontella och familjen Melolonthidae. Inga underarter finns listade i Catalogue of Life.